# Capitole de Toulouse

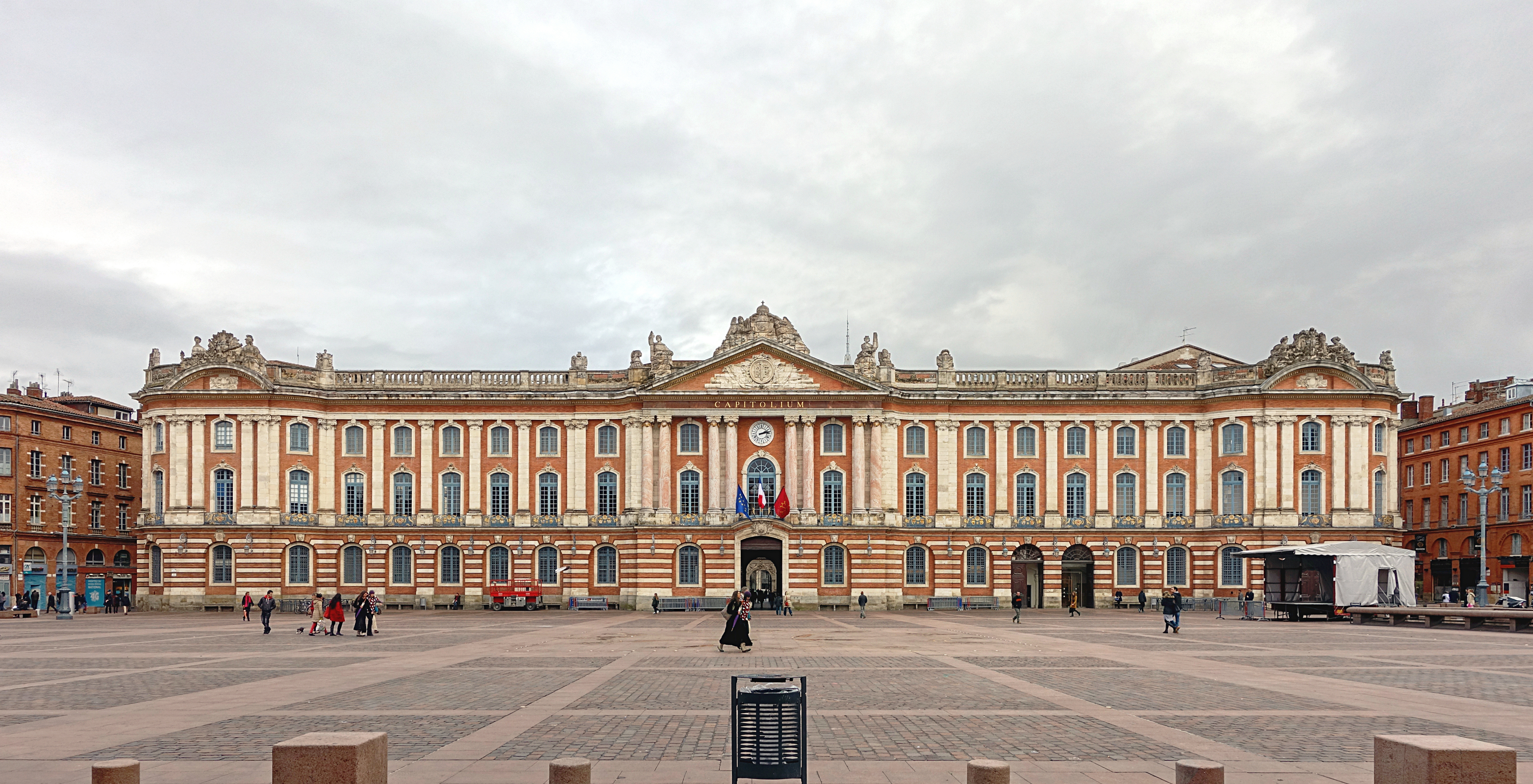
Capitole de Toulouse

Capitole de Toulouse là một tòa nhà tại Toulouse, đây là tòa thị chính thành phố Toulouse, nước Pháp.
Tòa nhà này được bắt đầu xây dựng trong năm 1190, để làm nơi làm việc của chính quyền của một tỉnh phát triển thịnh vượng và có ảnh hưởng. Tên gọi "Capitole" gọi không chỉ đối với Capitol La Mã mà còn để các capitulum đó là tăng hội của các quan tòa.
Nơi này là trung tâm của thành phố Toulouse và Haute-Garonne. Nó là biểu tượng của thành phố và là vị trí của quyền lực, thành phố trong hơn tám thế kỷ. The Capitol được bao quanh bởi phố Lafayette, phố Alsace-Lorraine và phố Poids de l’Huile. Trước đây gọi là nhà cộng đồng, nó bao gồm một tập hợp lớn hơn của các tòa nhà mua, xây dựng và cải hoán qua các thế kỷ theo yêu cầu. Ngày nay, tháp duy nhất còn lại Tour des Archives ou Donjon có niên đại từ thế kỷ XVI, các phòng trưng bày của các tòa án của Henri IV thế kỷ XVII và mặt tiền của tòa thị chính của thế kỷ thứ mười tám.

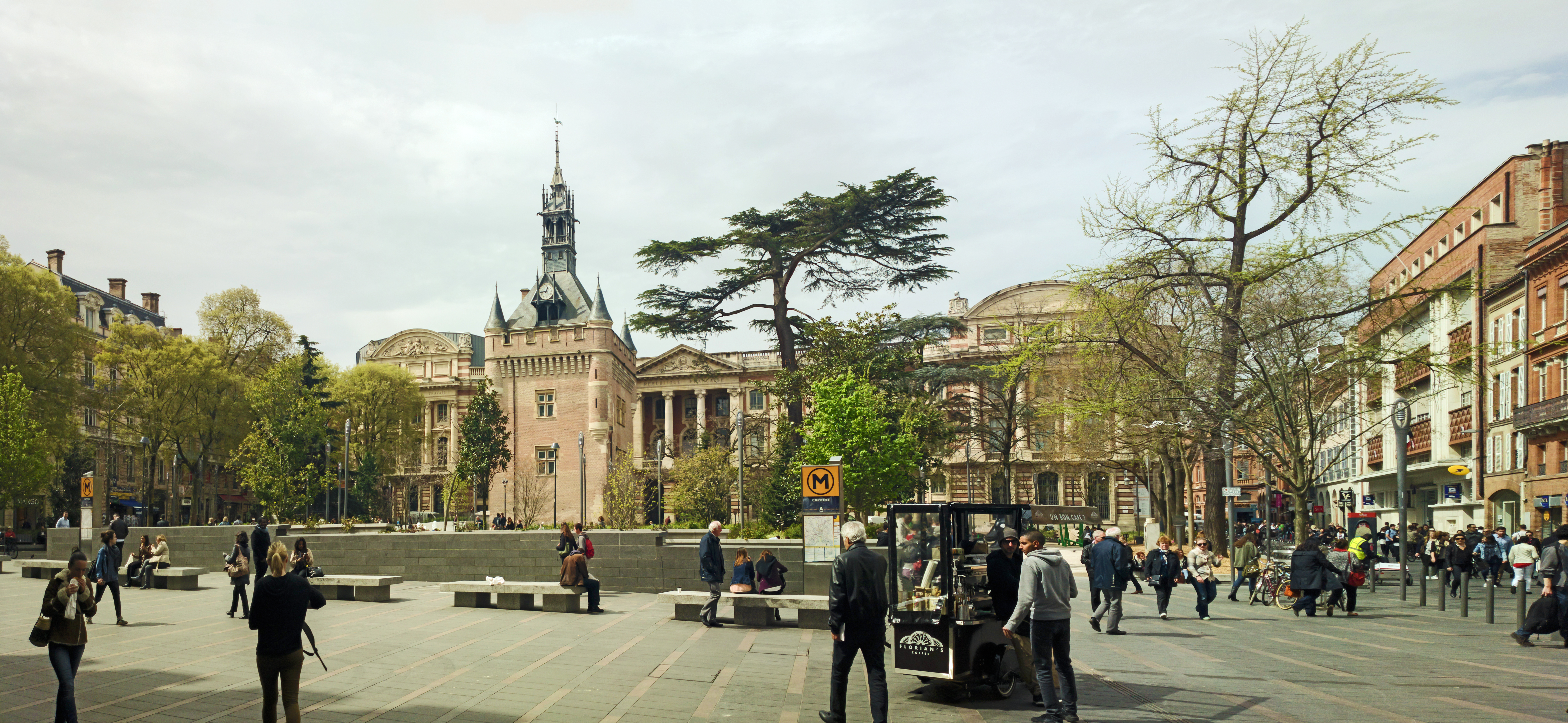
Mặt tiền trở lại
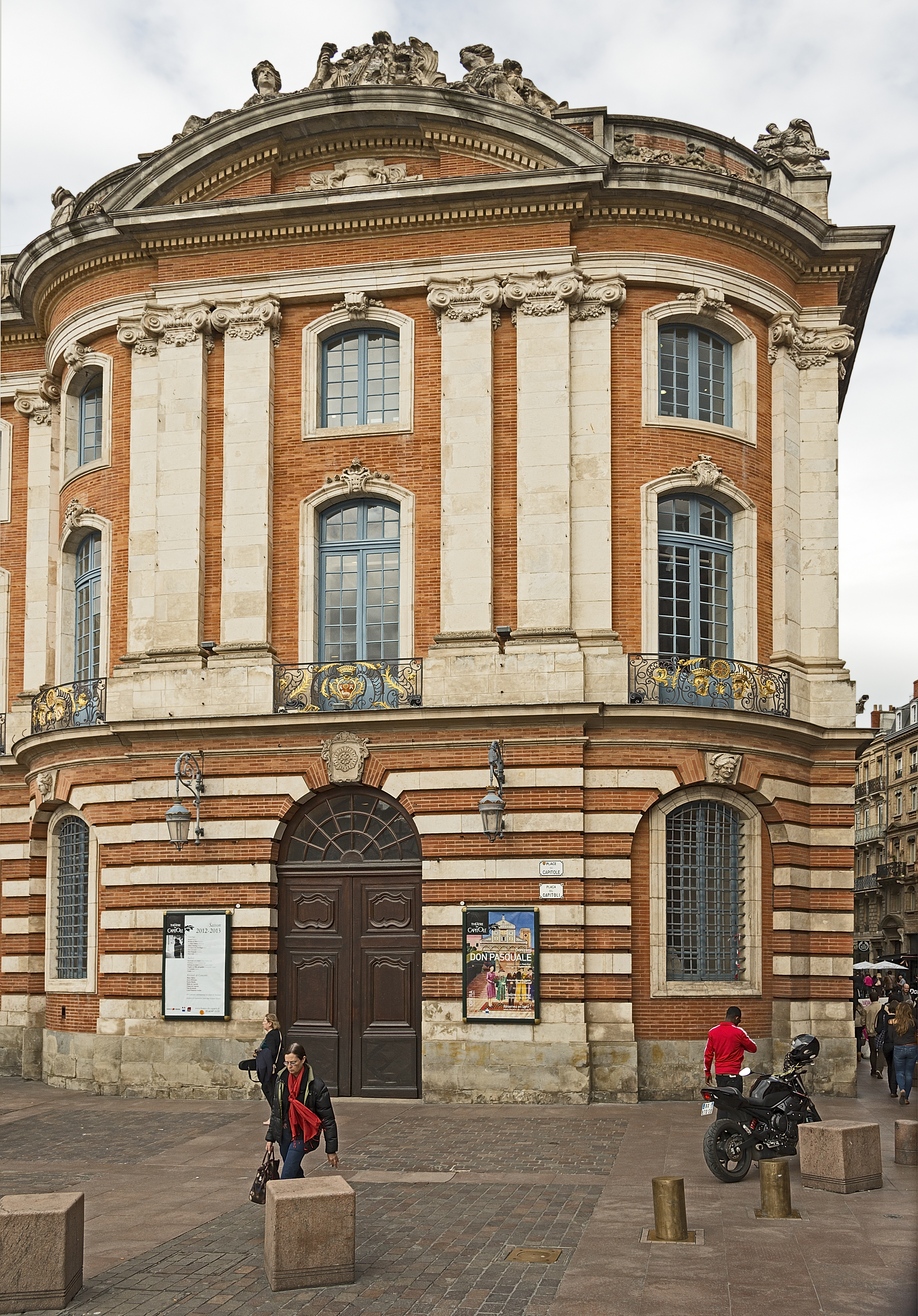
Theater lối vào